# Paul Böhm

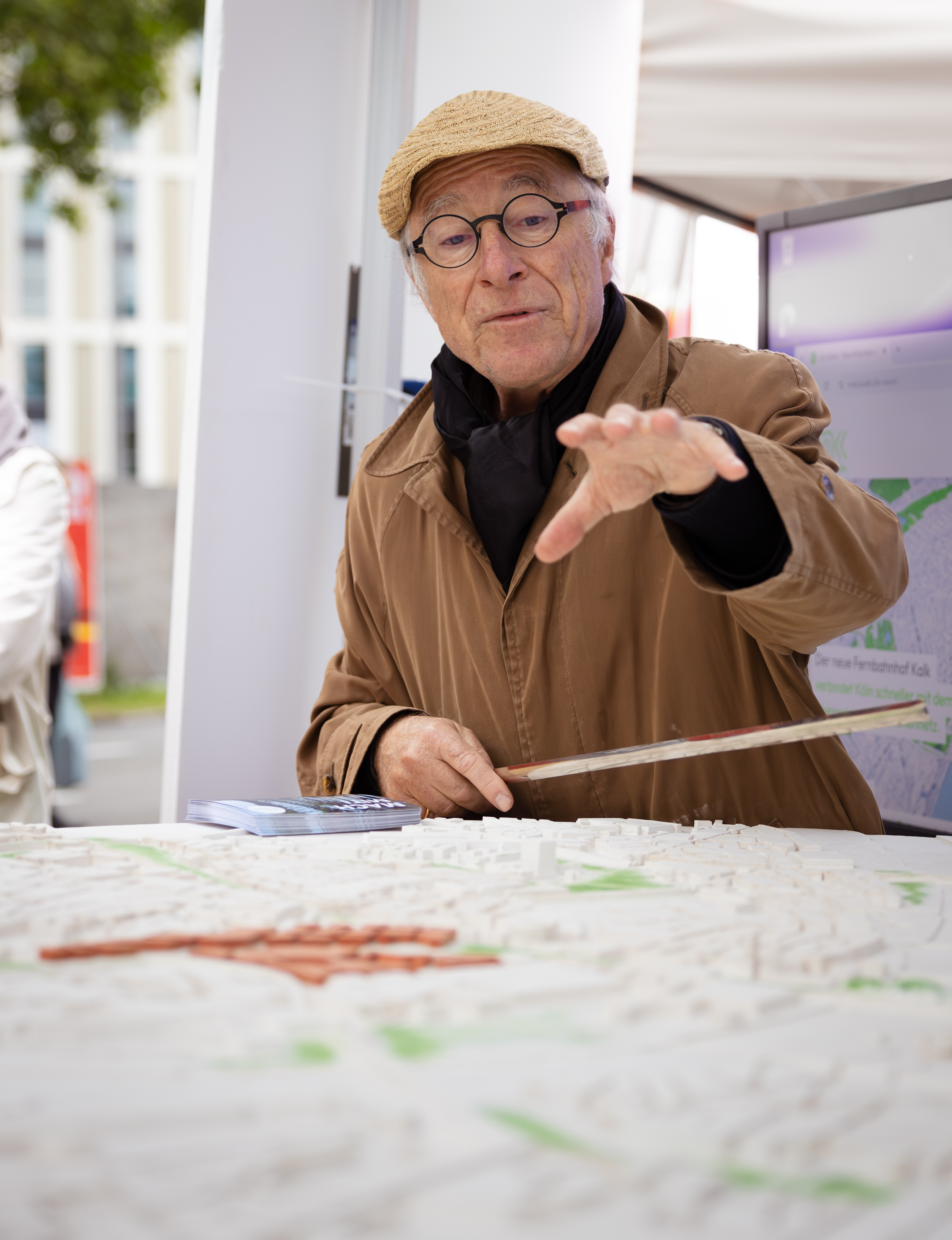
Paul Böhm 2024

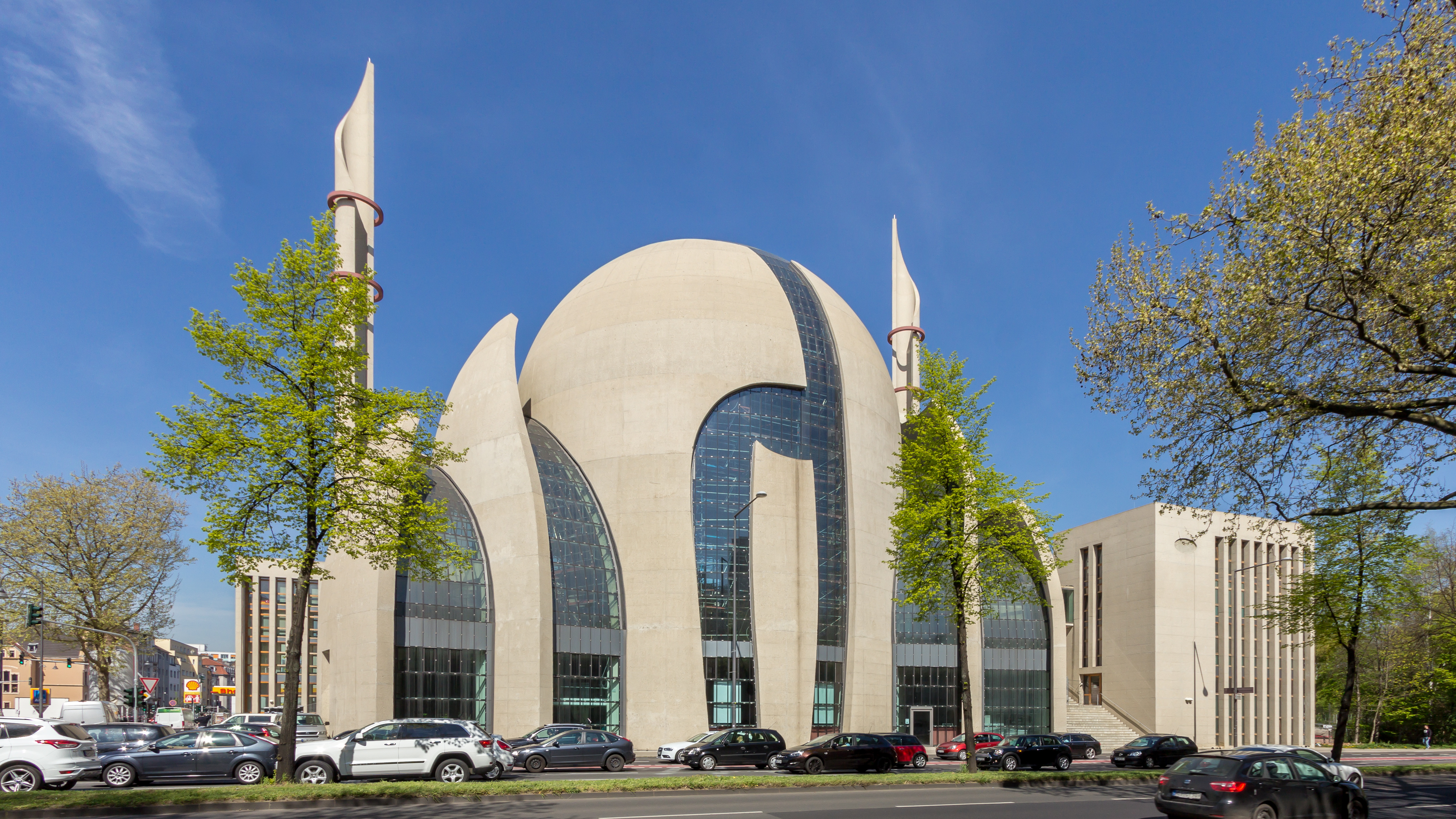
Islamisches Kulturzentrum und Zentralmoschee in Köln-Ehrenfeld, im April 2015

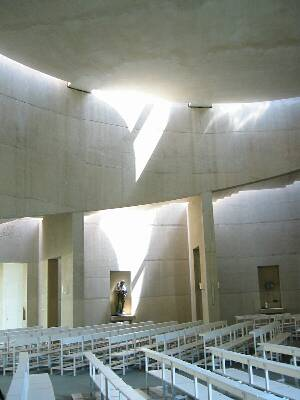
St. Theodor, Köln

Paul Böhm (* 1959 in Köln) ist ein deutscher Architekt. 

## Leben
Paul Böhm ist der jüngste Sohn des Architektenehepaars Gottfried und Elisabeth Böhm, sein Großvater Dominikus Böhm begründete die Kölner Architektenfamilie. Zwei seiner Brüder, Peter und Stephan Böhm sind Architekten, sein Bruder Markus Böhm ist Informatiker und Maler.
Böhm arbeitete nach dem Abitur im Jahre 1980 zwei Jahre im Münchner Landschaftsarchitekturbüro Gottfried Hansjakob und studierte anschließend bis 1990 Architektur an den Technischen Hochschulen in Berlin und Wien. 1990 war er Mitarbeiter von Bernhard Strecker und Jürgen Eckhardt, 1991 bei Richard Meier in New York. Anschließend arbeitete er als Mitarbeiter im Büro Böhm, das zu der Zeit neben seinem Vater durch die Partner Stephan und Peter Böhm geleitet wurde. 1997 wurde er Partner. Im Jahre 2001 machte er sich selbständig. Viele seiner Aufträge gehen auf den Erfolg in Wettbewerben zurück. Im Jahr 2006 gewann er mit seinem Büro den von der Türkisch-Islamischen Union (DITIB) ausgeschriebenen Wettbewerb für den Bau der Zentralmoschee Köln.
Er ist Professor am Institut für Entwerfen-Konstruieren-Gebäudelehre und Dekan der Fakultät für Architektur der TH Köln. Seit Ende 2012 ist er Vorstandsmitglied im Haus der Architektur Köln.

## Bauten (Auswahl)
- Islamisches Kulturzentrum Zentralmoschee Köln, 2006–2011
- Seminargebäude der Universität zu Köln, 2009–2010
- Erweiterung Kaufhaus Peek & Cloppenburg Berlin, 2005–2008
- Kaufhaus Peek & Cloppenburg, Wuppertal, 2005–2008
- Pfarrkirche St. Theodor in Köln-Vingst, 1999–2001
- Hans Otto Theater in Potsdam (Ausführungsplanung) 1999–2006
- Arbeitsamt in Trier 1998–2002

## Wettbewerbe (Auswahl)
- Gemeindezentrum St. Konrad Neuss, 1. Preis, 2012
- Seminargebäude der Universität zu Köln, 1. Preis, 2008
- Islamisches Kulturzentrum Zentralmoschee Köln, 1. Preis, 2006
- Städtebauliches Projekt, Nanchang, China, 1. Preis, 2005
- Multiversakirche Wünsdorf, 2. Preis, 2005
- Pfarrkirche St. Theodor in Köln-Vingst, 1. Preis, 1999
- Deutsche Post, Hauptverwaltung, Bonn, 1. Preis, 1998

## Dokumentarfilm
- Die Böhms – Architektur einer Familie (2014)